# Högskoleverket
Högskoleverket (HSV) var till 31 december 2012 en myndighet i Sverige för frågor som rör universitet och högskolor. Därefter upphörde Högskoleverket som myndighet, och verksamheten gick den 1 januari 2013 över till de nya myndigheterna Universitetskanslersämbetet (UK-ämbetet) respektive Universitets- och högskolerådet (UHR). UK-ämbetet övertog verkets tillsynsverksamhet. De verksamheter som kom att skötas av UHR är främst antagningsfrågor, högskoleprovet, bedömning av utländska betyg samt studieinformation.

## Historik
Högskoleverkets anor går tillbaka till Universitetskanslerämbetet (UKÄ) som inrättades den 1 juli 1964 som högsta myndighet för universitets- och högskoleområdet. I samband med regeringens högskolepropositioner har myndigheten vid tre tillfällen ombildats, den 1 oktober 1976 till Universitets- och högskoleämbetet (UHÄ), den 1 juli 1992 till Sekretariatet för utvärdering av universitet och högskolor och den 1 juli 1993 till Kanslersämbetet. Något år senare sökte regeringen återigen en central myndighet för högskoleområdet, och genom en sammanslagning av Kanslersämbetet och flera andra mindre myndigheter bildades den 1 juli 1995 Högskoleverket.

## Verkets organisation
Högskoleverket leddes av universitetskanslern. Högskoleverket var en enrådighetsmyndighet med ett insynsråd. Insynsrådet fungerade som en rådgivande grupp till myndighetschefen och gjorde det också möjligt för regeringen och enskilda medborgare att få insyn i myndighetens verksamhet.
Verket hade vid avvecklingen sju avdelningar och ca 150 anställda. Verksamheten var förlagd till Stockholm. Högskoleverket var också värdmyndighet för Överklagandenämnden för högskolan (ÖNH) samt Högskolans avskiljandenämnd (HAN).
Till verket fanns fyra referensgrupper knutna: Jämställdhetsrådet, Rådgivande grupp för statistik och uppföljning, Tillträdesrådet, Rektorsrådet samt Referensgruppen för studieinformation.

## Verkets huvuduppgifter
Högskoleverkets uppgifter kan delas in fem huvudblock:
- tillsyn över universitet och högskolor
- granskning av kvaliteten i den högre utbildningen
- statistik, utredning och analys av högskolesystemet
- värdering av utländska utbildningar
- information om högre studier

### Tillsynsverksamhet
Tillsynsverksamheten, vilken har övertagits av Universitetskanslersämbetet (UK-ämbetet), skedde dels på eget initiativ, dels efter anmälan från enskild. Arbetet fokuserade på att följa upp hur lagar och förordningar tillämpas av högskolorna. Högskoleverket lämnade också yttranden som lärosätena oftast följde. Under förra universitetskansler Sigbrit Frankes ledning la Högskoleverket stor energi på studenters rättssäkerhet och tog bland annat fram förslag till lagändringar som ledde till ökad rättssäkerhet.

### Kvalitetsarbete
Högskoleverket (numera UK-ämbetet) granskade utbildningar vid universitet och högskolor för att kontrollera och utveckla kvaliteten. I det här arbetet ingick även att granska universitetens och högskolornas examenstillstånd.

### Analys, utredning och statistik
Högskoleverket (idag UHR) analyserade universitetens och högskolornas verksamhet, och publicerade analyser och tematiska studier. Syftet var främst att ge riksdag och regering underlag så att de kan fatta beslut i viktiga frågor om universitet och högskolor. Ett löpande uppdrag var att rapportera om hur väl högskolan följer arbetsmarknadens behov vad avser antagning och platser på de olika utbildningarna.
Högskoleverket ansvarade för officiell universitets- och högskolestatistik och beslutade om vilka uppgifter som skulle samlas in och hur de skulle bearbetas.

## Högskoleverkets författningssamling
Högskoleverkets författningssamling innehåller föreskrifter och regler som Högskoleverket givit ut.

### Värdering av utländsk utbildning
Högskoleverket (idag UHR) värderade utländska universitets- och högskoleutbildningar, det vill säga bedömde hur utländska examina motsvarar svensk utbildning. Högskoleverket informerade också universitet, högskolor och arbetsgivare om hur utländsk utbildning erkänns i Sverige.

### Information om högskolan
Högskoleverket (idag UHR) informerade om högskolestudier genom webbplatsen Studera.nu och olika tryckta broschyrer. Dessutom finns en nätbaserad handbok för doktorander – Doktorandhandboken – för blivande och antagna forskarstudenter. Verket arbetade också med attitydpåverkan för att öka andelen högskolestudenter från studieovana hem och med annan etnisk bakgrund än svensk.]